# NIC-37A
La NIC-37A  es una importante carretera nacional clasificada como troncal principal en Nicaragua. Esta vía comienza en el Oeste, conectándose con la NIC-7 a la altura de Las Lajitas, Departamento de Chontales y culmina en la NIC-23B en el departamento de Chontales. 

## Extensión
Con una extensión de 39,37 millas (63,4 km), la NIC-37A juega un rol clave en la conectividad y transporte de la región.